# Santa Maria della Valle di Josaphat

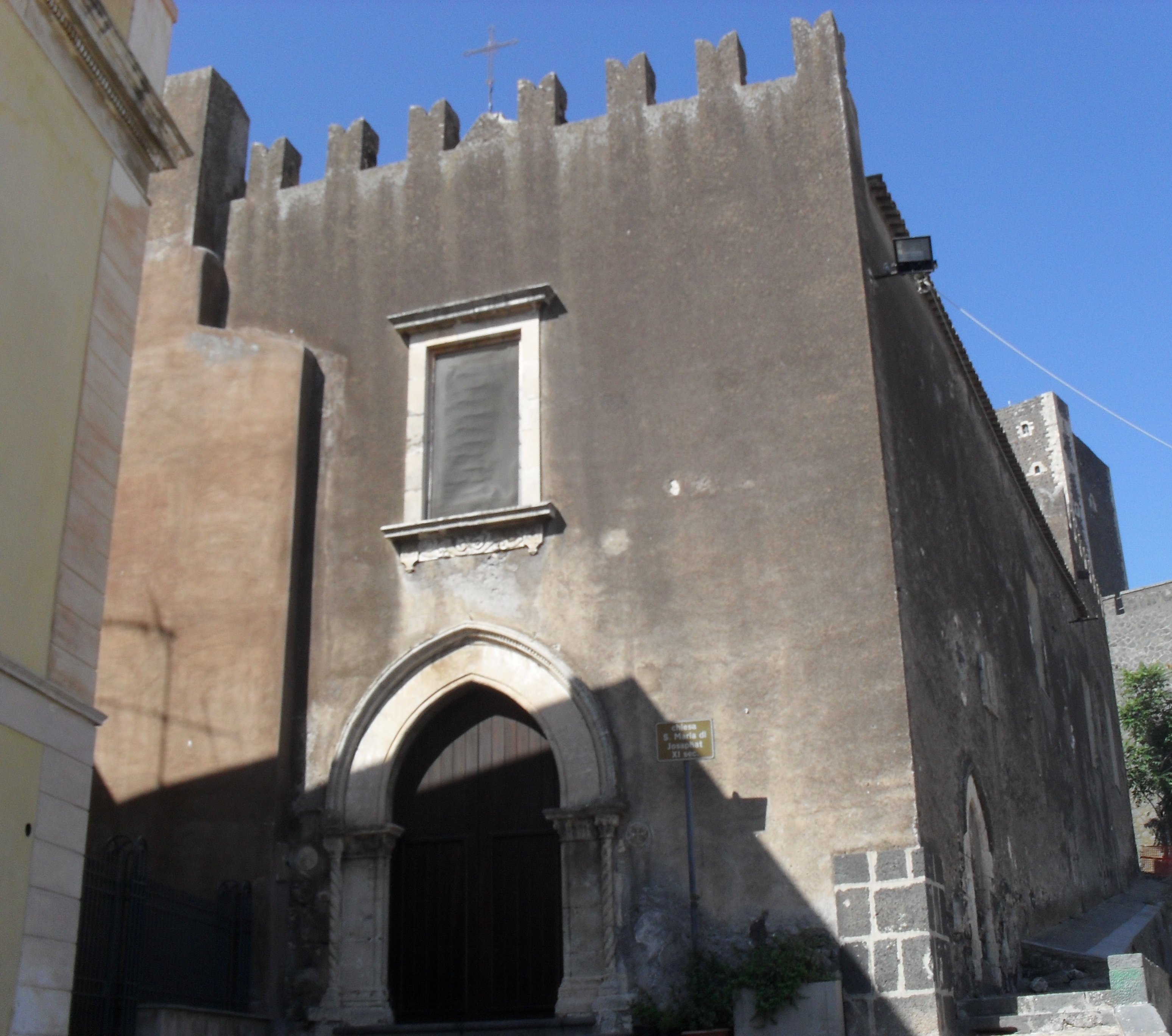
Kerk Santa Maria Valle di Josaphat in Paternò. Achteraan op de heuvel is het Noormannenkasteel van Paternò herkenbaar.

De kerk Santa Maria della Valle di Josaphat, letterlijk de Heilige Mariakerk van het Dal Josafat, is een rooms-katholieke kerk in de gemeente Paternò, gelegen op het Italiaanse eiland Sicilië in de metropolitane stad Catania.

## Historiek
Gravin Adelheid del Vasto, derde echtgenote van grootgraaf Rogier I van Sicilië, stichtte de kerk in het jaar 1092. De kerk heette toen La Grangia. In 1123 was ze klaar. Benedictijnen wijdden de kerk in en bouwden ernaast hun klooster. Zij behoorden tot de strekking Dal Josafat binnen hun orde.
Klooster en kerk werden opgeslorpt door de benedictijnen van Santa Maria Maddalena-abdij in Messina in 1445. In de 18e en 19e eeuw geraakten zowel het klooster als de kerk in verval. In 1866, na de eenmaking van Italië, werd het klooster opgeheven en omgevormd tot een gasthuis. De kerk mocht een cultusplaats blijven voor de inwoners van Paternò. Ze hangt af van het aartsbisdom Catania.
In 1951 werd de kerk toegewijd aan Maria-Tenhemelopneming. De naam ‘Santa Maria’ werd daarom toegevoegd voor de naam 'het Dal Josafat'.

## Beschrijving
De kerk staat in de bovenstad van Paternò, nabij het Noormannenkasteel dat de top van de heuvel domineert. De kerk staat aan de noordflank van de heuvel. Ze werd gebouwd om naast een cultusfunctie ook een verdedigingsrol te hebben bij aanvallen op Paternò.
De Normandische bouwstijl is herkenbaar, voornamelijk aan de kantelen op het dak. Het grondplan is rechthoekig, met een kleine knik in de assen. Het volume van het gebouw is een prisma. De klokkentoren is ingebouwd in dit prisma. Het binnengewelf is van hout en dateert van de 16e eeuw.